# Ronald Kantowski
Ronald Kantowski est un cosmologiste théoricien, bien connu dans le domaine de la relativité générale comme coauteur, avec Rainer K. Sachs, des solutions de la poussière de Kantowski/Sachs aux équations du champ d'Einstein. C'est une famille de modèles cosmologiques inhomogènes largement utilisée.
Kantowki reçut son doctorat en 1966 à l'Université du Texas à Austin, où il écrivit une dissertation sur les modèles cosmologiques.
Ses recherches récentes sont centrées sur les problèmes des inhomogénéités de masse et les théories topologiques du champ quantique.